# Zozova Balka
Zozova Balka - Зозова Балка (rus) - és un khútor del krai de Krasnodar, a Rússia. Es troba a la vora dreta del riu Beissug, a 38 km a l'est de Briukhovétskaia i a 93 km al nord de Krasnodar, la capital.
Pertany al municipi de Batúrinskaia.